# Selenia (chi cải)
Selenia là chi thực vật có hoa trong họ Cải.

## Các loài
- Selenia aurea Nutt.
- Selenia dissecta Torr. & A. Gray
- Selenia geniculata Beauv.
- Selenia grandis R.F. Martin
- Selenia jonesii Cory